# Quantité de substances actives
La quantité de substances actives (QSA) est un indicateur informant de la quantité de traitement phytosanitaires appliquée sur un territoire. 

## Description
La quantité de substances actives est le seul indicateur commun à l’ensemble des pays européens. Il s’exprime en kilogrammes, et est calculé à partir des données de vente des produits, connues grâce à la redevance pour pollutions diffuses, perçue par les Agences de l'eau. 
La QSA d’une substance active notée i est donc :
QSAi=∑(Quantité vendue du produit n (Kg) x Quantité de substance active i(Kg) contenue dans le produit n).
Ce chiffre peut ensuite être ramené à l’hectare. L’indicateur QSA ne tient pas compte des propriétés, ni de la toxicité des substances actives. En effet, des substances correspondant à des produits aux doses homologuées élevées sont remplacées au fur et mesure par des substances efficaces à doses moindres. Pour chaque produit est indiquée la dose homologuée, à savoir la dose efficace d’application d’un produit sur une culture et pour un organisme cible. Cette dose homologuée est la base du calcul de l'Indice de Fréquence de Traitement (IFT).